# Campeonato Brasileiro de Futebol de 1969
O Campeonato Brasileiro de Futebol de 1969, originalmente denominado Taça de Prata pela CBD e também conhecido por Torneio Roberto Gomes Pedrosa, foi a 14.ª edição do Campeonato Brasileiro e foi vencido pelo Palmeiras, conquistando assim o seu quarto título de campeão brasileiro.
Assim como na edição anterior a competição foi organizada pela Confederação Brasileira de Desportos (CBD, atual CBF). Com a extinção da Taça Brasil, já em 1969 a Taça de Prata, passou a ser a única competição nacional de clubes de futebol que concedia o título de campeão brasileiro e a mais importante competição de futebol do Brasil. Esta edição indicaria apenas um representante da CBD na Taça Libertadores da América. No entanto, por desentendimentos entre as confederações Brasileira (CBD) e Sul-Americana (CONMEBOL), o Brasil terminou não participando também da Libertadores de 1970, como protesto da entidade brasileira contra as mudanças das regras da competição. Nesta edição, a CBD manteve o número de dezessete participantes e também o de sete estados, mas fez três alterações nos clubes convidados: o America, terceiro colocado no Campeonato Carioca de 1969, substituiu o Bangu, sexto colocado, como quinto representante carioca, enquanto os estados do Paraná e Pernambuco foram representados por seus campeões, Coritiba e Santa Cruz. Classificaram-se para a fase final os paulistas Corinthians e Palmeiras (como em 1967), além de Botafogo e Cruzeiro.
O Corinthians liderou quase todo o torneio e chegou à última rodada com vantagem. Se ganhasse do Cruzeiro em Belo Horizonte, seria campeão, independentemente do resultado paralelo de Palmeiras versus Botafogo. O Cruzeiro também podia ficar com o título, desde que ganhasse do Corinthians por um escore maior que o do Palmeiras sobre o Botafogo. Só o Botafogo chegou à última rodada sem chances. O Palmeiras aproveitou-se disso e fez 3 a 1 sobre o Botafogo em São Paulo, enquanto o Cruzeiro venceu o Corinthians por apenas 2 a 1. Resultado: Palmeiras campeão, pelo critério de desempate do saldo de gols. Este quarto título brasileiro do Palmeiras representou tanto o último da primeira Academia de Futebol, quanto o início da segunda – Zeca, Leão e Luís Pereira já estavam no elenco, porém o primeiro tinha vinte e três anos e os dois últimos estavam apenas com vinte, seriam muito mais importantes para a equipe na década de 1970. Foi nesta edição que Pelé marcou seu milésimo gol, em 19 de novembro, jogando contra o Vasco da Gama, atraindo a atenção da mídia mundial para o jogo realizado no Maracanã.
Em 2010 o torneio foi reconhecido pela CBF como o Campeonato Brasileiro de Futebol de 1969, atribuindo o título de campeão brasileiro ao Palmeiras, exatamente como fazia em seus boletins oficiais entre 1971 e 1975, excluindo esta informação a partir do boletim de 1976.

## História
O Torneio Roberto Gomes Pedrosa/Taça de Prata foi uma competição nacional de futebol no Brasil disputada de 1967 a 1970, antes da criação do Campeonato Nacional de Clubes, em 1971, que ficou lembrado por vários anos como sendo o primeiro Campeonato Brasileiro, desde que a CBD (atual CBF) modificou o seu boletim oficial em 1976, até o ano de 2010, quando a CBF unificou os títulos brasileiros anteriores a 1971.
A 13.ª edição do Campeonato Brasileiro de Futebol, ou a segunda Taça de Prata, foi realizada em 1969 e contou com a participação de dezessete equipes de sete Estados: Corinthians, Palmeiras, Portuguesa, Santos e São Paulo (de São Paulo); America, Botafogo, Flamengo, Fluminense e Vasco da Gama (da Guanabara); Grêmio e Internacional (do Rio Grande do Sul); Atlético Mineiro e Cruzeiro (de Minas Gerais); Coritiba (do Paraná); Bahia (da Bahia) e Santa Cruz (de Pernambuco).
O regulamento desta edição separava os participantes em dois grupos na primeira fase — um com oito agremiações e outro com nove, mas os clubes se enfrentavam todos contra todos em turno único. sendo que os dois mais bem colocados de cada chave classificavam-se para a disputa de um quadrangular final. Os dois melhores colocados de cada grupo foram respectivamente: Corinthians e Cruzeiro (Grupo A) e Palmeiras e Botafogo (Grupo B), com gols de César Maluco e assistências de Ademir da Guia, o Palmeiras liderou seu grupo com nove vitórias, um empate e seis derrotas. O quadrangular foi disputado com os quatro clubes também jogando todos contra todos em turno único, assim como na edição anterior.
O primeiro jogo do Palmeiras na fase final foi logo contra o seu arquirrival Corinthians, mas a partida ficou empatada em 0 a 0. Precisando vencer na rodada seguinte, o time alviverde iniciou o embate frente ao Cruzeiro liderando o placar, graças a um gol de César, mas Palhinha deixou tudo igual. Na última rodada, o clube precisou torcer por uma derrota do Corinthians e vencer o Botafogo por uma diferença maior de gols do que a vitória do Cruzeiro. Ao final do primeiro tempo, a torcida palmeirense já comemorava três gols – Ademir marcou duas vezes e César uma. Ferretti ainda descontou para a equipe carioca, mas não sendo suficiente para tirar o título do Palmeiras, pois os mineiros ganharam por apenas 2 a 1. Com isso, o Palmeiras conquistando seu quarto campeonato nacional através do saldo de gols. O goleador da competição foi Edu (America), com catorze gols.

## Participantes
| Equipe           | Cidade         | Estado | Título(s)                                   |
| ---------------- | -------------- | ------ | ------------------------------------------- |
| America          | Rio de Janeiro | GB     | 0 (não possui)                              |
| Atlético Mineiro | Belo Horizonte | MG     | 1 (1937)                                    |
| Bahia            | Salvador       | BA     | 1 (1959)                                    |
| Botafogo         | Rio de Janeiro | GB     | 1 (1968)                                    |
| Corinthians      | São Paulo      | SP     | 0 (não possui)                              |
| Coritiba         | Curitiba       | PR     | 0 (não possui)                              |
| Cruzeiro         | Belo Horizonte | MG     | 1 (1966)                                    |
| Flamengo         | Rio de Janeiro | GB     | 0 (não possui)                              |
| Fluminense       | Rio de Janeiro | GB     | 0 (não possui)                              |
| Grêmio           | Porto Alegre   | RS     | 0 (não possui)                              |
| Internacional    | Porto Alegre   | RS     | 0 (não possui)                              |
| Palmeiras        | São Paulo      | SP     | 3 (1960, 1967[RGP], 1967[TB])               |
| Portuguesa       | São Paulo      | SP     | 0 (não possui)                              |
| Santa Cruz       | Recife         | PE     | 0 (não possui)                              |
| Santos           | Santos         | SP     | 6 (1961, 1962, 1963, 1964, 1965, 1968[RGP]) |
| São Paulo        | São Paulo      | SP     | 0 (não possui)                              |
| Vasco da Gama    | Rio de Janeiro | GB     | 0 (não possui)                              |

Notas
- RGP. ^ Em 1967 e 1968, foram realizados dois Campeonatos Brasileiros. Esta colocação refere-se ao torneio denominado na época de Torneio Roberto Gomes Pedrosa.
- TB. ^ Em 1967 e 1968, foram realizados dois Campeonatos Brasileiros. Esta colocação refere-se ao torneio denominado na época de Taça Brasil.

## Fórmula de disputa
Primeira fase: os dezessete participantes jogaram todos contra todos, em turno único, mas divididos em dois grupos (um com oito clubes e outro com nove) para efeito de classificação. Classificaram-se os dois primeiros de cada grupo para a fase final.
Fase final: os quatro clubes classificados jogaram todos contra todos, em turno único. O clube com maior número de pontos nesta fase foi o campeão.
Critérios de desempate: saldo de gols, goal-average e sorteio.

## Classificação da primeira fase

### Grupo A
| Pos | Equipe        | Pts | J  | V  | E | D | GP | GC | SG  |
| --- | ------------- | --- | -- | -- | - | - | -- | -- | --- |
| 1   | Corinthians   | 24  | 16 | 10 | 4 | 2 | 29 | 13 | +16 |
| 2   | Cruzeiro      | 22  | 16 | 9  | 4 | 3 | 25 | 14 | +11 |
| 3   | Internacional | 20  | 16 | 8  | 4 | 4 | 24 | 15 | +9  |
| 4   | America       | 16  | 16 | 4  | 8 | 4 | 25 | 20 | +5  |
| 5   | Santos        | 15  | 16 | 5  | 5 | 6 | 27 | 24 | +3  |
| 6   | Portuguesa    | 14  | 16 | 3  | 8 | 5 | 19 | 27 | –8  |
| 7   | Santa Cruz    | 14  | 16 | 4  | 6 | 6 | 17 | 27 | –10 |
| 8   | Flamengo      | 12  | 16 | 3  | 6 | 7 | 17 | 30 | –13 |

|  |                                            |
|  | Zona de classificação para a próxima fase. |

### Grupo B
| Pos | Equipe           | Pts | J  | V | E | D  | GP | GC | SG  |
| --- | ---------------- | --- | -- | - | - | -- | -- | -- | --- |
| 1   | Palmeiras        | 19  | 16 | 9 | 1 | 6  | 24 | 19 | +5  |
| 2   | Botafogo         | 18  | 16 | 8 | 2 | 6  | 19 | 18 | +1  |
| 3   | Atlético Mineiro | 17  | 16 | 8 | 1 | 7  | 31 | 23 | +8  |
| 4   | Fluminense       | 15  | 16 | 5 | 5 | 6  | 20 | 21 | –1  |
| 5   | Grêmio           | 15  | 16 | 5 | 5 | 6  | 17 | 19 | –2  |
| 6   | Bahia            | 15  | 16 | 5 | 5 | 6  | 19 | 25 | –6  |
| 7   | Coritiba         | 14  | 16 | 5 | 4 | 7  | 19 | 22 | –3  |
| 8   | São Paulo        | 14  | 16 | 5 | 4 | 7  | 22 | 27 | –5  |
| 9   | Vasco da Gama    | 8   | 16 | 2 | 4 | 10 | 13 | 23 | –10 |

|  |                                            |
|  | Zona de classificação para a próxima fase. |

## Jogos da fase final
| 30 de novembro | Palmeiras | 0 – 0 | Corinthians | Morumbi, São Paulo                               |
|                |           |       |             | Público: 38 022 Árbitro: GB Arnaldo Cezar Coelho |

| 30 de novembro | Botafogo                    | 2 – 2 | Cruzeiro                        | Maracanã, Rio de Janeiro                    |
|                | Waltencir 72' · Rogério 79' |       | Evaldo Cruz 54' · Zé Carlos 64' | Público: 45 252 Árbitro: GB Armando Marques |

| 3 de dezembro | Cruzeiro     | 1 – 1 | Palmeiras | Mineirão, Belo Horizonte                    |
|               | Palhinha 55' |       | César 44' | Público: 36 525 Árbitro: GB Armando Marques |

| 3 de dezembro | Corinthians | 1 – 0 | Botafogo | Pacaembu, São Paulo                           |
|               | Benê 14'    |       |          | Público: 21 087 Árbitro: RS José Luís Barreto |

| 7 de dezembro | Palmeiras                           | 3 – 1 | Botafogo     | Morumbi, São Paulo                                               |
|               | Ademir da Guia 11', 44' · César 27' |       | Ferretti 54' | Público: 8 010 Renda: NCr$ 51 210,00 Árbitro: GB Armando Marques |

| 7 de dezembro | Cruzeiro                     | 2 – 1 | Corinthians   | Mineirão, Belo Horizonte                                                |
|               | Evaldo 1' · Dirceu Lopes 68' |       | Rivellino 57' | Público: 56 728 Renda: NCr$ 257 736,00 Árbitro: GB Arnaldo Cezar Coelho |

### Classificação do quadrangular final
| Pos | Equipe      | Pts | J | V | E | D | GP | GC | SG |
| --- | ----------- | --- | - | - | - | - | -- | -- | -- |
| 1   | Palmeiras   | 4   | 3 | 1 | 2 | 0 | 4  | 2  | +2 |
| 2   | Cruzeiro    | 4   | 3 | 1 | 2 | 0 | 5  | 4  | +1 |
| 3   | Corinthians | 3   | 3 | 1 | 1 | 1 | 2  | 2  | 0  |
| 4   | Botafogo    | 1   | 3 | 0 | 1 | 2 | 3  | 6  | –3 |

## Premiação
| Campeonato Brasileiro de 1969             |
| ----------------------------------------- |
| Sociedade Esportiva Palmeiras (4º título) |

## Principais artilheiros
1. Edu (America): 14 gols.[19]
2. César Maluco (Palmeiras): 13 gols.
3. Claudiomiro (Internacional): 12 gols.
4. Dario (Atlético Mineiro), Dirceu Lopes (Cruzeiro), Flávio (Fluminense) e Pelé (Santos): 11 gols.

## Maiores públicos
- Públicos pagantes, acima de 45.000.

1. Atlético-MG 1 a 3 Cruzeiro, 97 928, Mineirão, 28 de setembro de 1969.
2. Fluminense 0 a 0 Santos, 87 872, Maracanã, 26 de outubro de 1969.
3. Flamengo 1 a 4 Santos, 70 322, Maracanã, 1 de novembro de 1969.
4. Flamengo 1 a 4 Fluminense, 68 537, Maracanã, 28 de setembro de 1969.
5. Flamengo 3 a 1 Vasco, 66 289, Maracanã, 5 de outubro de 1969.
6. Vasco 1 a 2 Santos, 65 157, Maracanã, 19 de novembro de 1969.
7. Botafogo 1 a 0 Fluminense, 57 441, Maracanã, 23 de novembro de 1969.
8. Cruzeiro 2 a 1 Corinthians, 56 728, Mineirão, 7 de dezembro de 1969.
9. Internacional 3 a 0 Santos, 55 645, Beira Rio, 8 de outubro de 1969.
10. Corinthians 2 a 0 Cruzeiro, 48 383, Pacaembu, 24 de setembro de 1969.
11. Botafogo 2 a 0 Vasco, 45 433, Maracanã, 12 de outubro de 1969.
12. Botafogo 2 a 2 Cruzeiro, 45 252, Maracanã, 30 de novembro de 1969.
13. Fluminense 2 a 2 Vasco, 45 173, Maracanã, 21 de setembro de 1969.